# Línea de alta velocidad París-Lyon
La línea de alta velocidad París-Lyon, en francés y oficialmente LGV Sud-Est (línea de alta velocidad sureste), también denominada LN1 (línea nueva 1), es una línea de alta velocidad francesa de 409 km de longitud que comienza en los alrededores de París y finaliza en los alrededores de Lyon. Se encuentra en su mayor parte en la antigua región de Borgoña y dispone de dos estaciones intermedias.
Es la primera línea de TGV inaugurada, entre 1981 y 1982. Su apertura marcó la renovación del transporte de viajeros en Francia, y el inicio de la extensión de las líneas de alta velocidad en Europa.
El eje continúa con la línea de alta velocidad Rin-Ródano hasta Marsella. En París la entrada a las estaciones se realiza actualmente a través de la línea de alta velocidad Interconnexion Est, por lo que el tramo inicial entre Villeneuve-Saint-Georges y la bifurcación de ambas líneas apenas se utiliza. Desde su inicio, los trenes que circulan por la línea utilizan en París la estación de París-Lyon.

## La ruta

Mapa de la línea

La línea atraviesa 175 comunas situadas en 6 departamentos, de norte a sur Sena y Marne, Yonne, Côte-d'Or, Saona y Loira, Ain y Ródano. La compatibilidad de los trenes TGV con las líneas clásicas ha permitido evitar tener que construir nuevos accesos en las densas zonas urbanas de París y Lyon. La falta de accesos hace que el trazado de la línea es de 389 km, mientras que la totalidad de distancia entre las estaciones de París-Gare de Lyon y Lyon-Part Dieu es de 427 km.
El trazado es directo, evitando todas las áreas urbanas entre París y Lyon, especialmente la de Dijón, ahorrando 84km sobre el recorrido anterior. No dispone de ningún túnel, y las rampas alcanzan las 35 milésimas.
La línea dispone de cuatro conexiones con el resto de la red, entre la que destaca la que permite que los trenes accedan a Dijon y vuelva a entrar en la línea. Además, dispone de 2 conexiones no electrificadas dedicadas a trenes de mantenimiento.

## Características
| Desde                   | Hasta                   | Vmax     |
| ----------------------- | ----------------------- | -------- |
| Pk 0 (Bif. Créteil)     | Pk 1,1                  | 140 km/h |
| Pk 1,1                  | Pk 11,6                 | 160 km/h |
| Pk 11,6                 | Pk 18,7 (Bif. Moisenay) | 270 km/h |
| Pk 18,7 (Bif. Moisenay) | Pk 205,5                | 300 km/h |
| Pk 205,5                | Pk 226,9                | 270 km/h |
| Pk 226,9                | Pk 254,6                | 300 km/h |
| Pk 254,6                | Pk 336,7                | 270 km/h |
| Pk 336,7                | Bif. Montanay           | 300 km/h |
| Bif. Montanay           | Bif. Sathonay           | 270 km/h |
|                         |                         |          |
| Bif. Lieusaint          | Bif. Moisenay           | 270 km/h |

La línea ocupa una superficie de 1600 hectáreas, con un ancho medio de 40 metros. La plataforma tiene un ancho de 13 metros, con una distancia entre los ejes de las vías de 4,2 metros. Ha sido concebida para una velocidad máxima de 300 km/h, por lo que las curvas tienen un radio mínimo de 4000 metros. 7 curvas excepcionales tienen un radio menor, pero siempre superior a 3200 metros.
Se compone de 17 estructuras importantes y 780 corrientes. Está vallada con 850 km de cercado. La doble vía totaliza 847 km de vías, de las que 778 km son de las vías principales. Dispone de 116 aparatos de vía, 1,4 millones de traviesas bibloque, 3,3 millones de toneladas de balasto y 102 000 toneladas de raíles. El raíl es tipo UIC 60, de 60,3 kg/m en barras de 288 metros de longitud soldados.
De los 116 aparatos de vía, cuatro permiten circular a la vía desviada a 220 km/h (en las principales bifurcaciones) y 78 a 160 km/h (en el paso entre vías cada 20 km), mientras que el resto son convencionales. Todas las agujas están telecomandadas desde el CTC situado cerca de la estación de Lyon.
La electrificación es a 25 kV de corriente alterna a 50 Hz, alimentada por 8 subestaciones que reciben electricidad de la red principal a 225 kV. La catenaria dispone de un «feeder» en contrafase, en un sistema denominado «2x25kV». Una rama podría consumir hasta 14 000 kW. La catenaria está compuesta por 1000 km de hilo de contacto sostenido por 15 900 postes.
Se utiliza un sistema de señalización en cabina diseñado para los TGV denominado TVM (Transmission voie-machine). La única señal a lo largo de la línea es la que señala el principio y final de cada cantón.
La vía es banalizada, de modo que se puede circular por ambas vías en ambos sentidos, sin que exista un sentido de circulación preferente.

## Cronología histórica
- 10 de julio de 1967: Se lanza por la dirección de investigaciones de la SNCF el proyecto C03 titulado «Posibilidades ferroviarias de las nuevas infraestructuras», que supone el inicio del proyecto de alta velocidad
- 26 de marzo de 1971: Un comité interministerial aprueba la construcción de la nueva línea
- 7 de diciembre de 1976: Inicio de los trabajos en Ècuisses
- 14 de junio de 1979: Se inicia el tendido de los primeros raíles cerca de Montchanin
- 20 de noviembre de 1980: Fin del tendido de la vía en Cluny
- 26 de febrero de 1981: El TGV Sud-Est n.º 16 establece el récord del mundo de velocidad sobre raíles al alcanzar los 380 km/h en una zona ligeramente descendente
- 22 de septiembre de 1981: Inauguración del tramo entre Saint-Florentin y Sathonay
- 25 de septiembre de 1983: Se inaugura el segundo tramo, entre Combs-la-Ville y Saint-Florentin
- 13 de diciembre de 1992: Entra en servicio el tramo norte de la línea de alta velocidad Ródano-Alpes, que da continuidad en alta velocidad más allá de Lyon
- 14 de diciembre de 1992: Descarrilamiento sin heridos a 270 km/h de un TGV Annecy-París cerca de la estación Mâcon-Loché-TGV, en el que resultan heridas varias personas que se encontraban en un andén esperando a otro TGV Ginebra-París debido a la proyección de piedras de balasto[5]
- 16 de mayo de 1994: Entra en servicio la línea de alta velocidad Interconnexion Est
- 18 de marzo de 1996: Inicio de la primera gran renovación con un plazo de ejecución de 10 años
- 2 de junio de 1996: Entra en servicio el triángulo de Coubert